# Parvopotamo-Zannichellietum
Parvopotamo-Zannichellietum (Parvopotamogetoneto-Zannichellietum, Parvopotameto-Zanichellietum palustris) – syntakson elodeidów w randze zespołu budowany głównie przez jezierzę morską i zamętnicę błotną z udziałem innych gatunków, zwłaszcza drobnych rdestnic. Należy do klasy zespołów hydrofitów Potametea.

## Charakterystyka
Stosunkowo różnorodne zbiorowisko łąk podwodnych. Zajmuje wody słodkie i słonawe o różnej głębokości od kilkudziesięciu cm do 6 m). Spotykane w wodach stojących, najczęściej jeziorach eutroficznych lub mezotroficznych, a także w przybrzeżnych wodach morskich (np. w Zatoce Puckiej). Zwykle są to zaciszne, osłonięte od wiatru i falowania, a przy tym płytkie i nasłonecznione zatoki. Intensywnemu rozwojowi sprzyja zanieczyszczenie termiczne. Wymaga wód stosunkowo żyznych o odczynie obojętnym lub lekko zasadowym. Podłoże może być tak mineralne (piaszczyste), jak i zamulone, także silnie, a nawet rozłożone organiczne. Występuje zarówno w strefie makrofitów zanurzonych, jak i o liściach pływających. W sukcesji ekologicznej zespół wypierany jest przez zbiorowiska nymfeidów i szuwary.
WystępowanieW Polsce na terenie całego kraju, częstsze na północy. Ponieważ wszystkie gatunki charakterystyczne i oba gatunki dominujące są stosunkowo rzadkie, ich zbiorowisko też nie jest często spotykane.
Charakterystyczna kombinacja gatunków
Ch.Ass. : jezierza morska Najas marina, jezierza mniejsza Najas minor, zamętnica błotna Zannichellia palustris s.l. ssp. repens.
Ch GrAss. : rdestnica grzebieniasta Potamogeton pectinatus (optimum), rdestnica drobna Potamogeton pusillus (optimum).
Ch.All. : jezierza giętka Najas flexilis, rdestnica grzebieniasta Potamogeton pectinatus, rdestnica przeszyta Potamogeton perfoliatus, rdestnica drobna Potamogeton pusillus, rdestnica włosowata Potamogeton trichoides.
ChCl., Ch.O : jaskier (włosienicznik) krążkolistny Ranunculus circinatus, rogatek sztywny Ceratophyllum demersum, rogatek krótkoszyjkowy C. submersum, moczarka kanadyjska Elodea canadensis, wywłócznik kłosowy Myriophyllum spicatum, wywłócznik okółkowy M. verticillatum, rdestnica ściśniona Potamogeton compressus, rdestnica kędzierzawa Potamogeton crispus, rdestnica połyskująca P. lucens, pływacz zwyczajny Utricularia vulgaris.
Typowe gatunki
Charakterystyczna kombinacja gatunków zbiorowiska ma znaczenie dla diagnostyki syntaksonomicznej, jednak nie wszystkie składające się na nią gatunki występują często. Dominantem jest jezierza morska, a czasem – zwłaszcza w morzu – zamętnica błotna. Inne częściej występujące gatunki to: wywłócznik kłosowy, rogatek sztywny, rdestnica grzebieniasta, rdestnica przeszyta, rdestnica drobna, rdestnica nitkowata. Na morskich stanowiskach częste są brunatnice i krasnorosty. Gatunki towarzyszące są zróżnicowane i poszczególne fitocenozy mogą się znacznie od siebie różnić.

## Kontrowersje syntaksonomiczne
Ze względu na dużą zmienność i szeroką amplitudę ekologiczną, zespół Parvopotamo-Zannichellietum bywa rozbijany na szereg mniejszych zbiorowisk, przy czym zbiorowiska halofilne z dominacją Zannichellia palustris ssp. pedicellata są wówczas przeniesione do klasy hydrofitów słonowodnych Ruppietea maritmae. Fitosocjolodzy wyróżniają dwa różne zespoły o nazwie Najadetum marinae. Jedno z nich (Najadetum marinae Fukarek 1961) w systemie Matuszkiewicza ujęto pod nazwą Najdetum intermediae (Koch 1926) Lang 1973, a drugie (Najadetum marinae Phill. 1969) jako Potamo-Najadetum marinae Horvatić et Micev in Horvatić 1933 corr. Najdetum intermediae jest zbiorowiskiem wód mezotroficznych, niezanieczyszczonych na podłożu piaszczystym. Dominują w nim jezierza morska i giętka, a zamętnica błotna z podgatunku Zannichella palustris ssp. repens występuje rzadziej. Potamo-Najadetum marinae występuje w wodach eutroficznych na podłożu mineralnym, lecz żyznym. Dominują w nim jezierza morska i mniejsza wraz z zamętnicą błotną z podgatunku Zannichella palustris ssp. repens. W systemie Matuszkiewicza wyróżniane jest również trzecie zbiorowisko – Zannichellietum palustris Lang 1963. Zajmuje ono wody silnie eutroficzne, zanieczyszczone o szlamistym podłożu. Tworzy je głównie Zannichella palustris ssp. palustris, a jezierzy brak. Z kolei w systemie przyjętym na Słowacji Zannichellietum palustris Nordhagen 1954 jest synonimem zespołu Parvopotameto-Zannichellietum palustris Koch 1926.